# Gordon Murray (Musiker)
Gordon Murray (* 12. April 1948 in Prince Edward Island, Kanada; † 12. März 2017 in Wien) war ein kanadischer Cembalist, Organist, Clavichord- und Fortepiano-Spieler sowie Hochschulprofessor.

## Leben und Wirken
Gordon Murray wurde an der McGill-Universität in Montreal diplomiert. Dann studierte er Orgel bei Marie-Claire Alain. Cembalostudien betrieb er bei Gustav Leonhardt und Kenneth Gilbert.
Murray erlangte Bekanntheit als Solist und Continuo-Spieler sowohl in Europa als auch in Nordamerika. Er wirkte unter anderem in den Alte-Musik-Ensembles Hesperion XX, Concentus Musicus und Clemencic Consort. Tonaufnahmen realisierte er unter anderem bei Erato und Harmonia Mundi.
Von 1982 bis 1987 hatte er eine Professur an der Hochschule für Musik Graz inne. Seit 1986 war er ordentlicher Professor an der Universität für Musik und darstellende Kunst Wien. Zu seinen Schülern zählten Stefan Baier, Bine Bryndorf, Norbert Zeilberger, Eugène Michelangeli, Wolfgang Zerer, Chiara Massini und viele andere.
Murray wurde am 12. März 2017 in Wien von einem Auto überfahren. Er wurde am Wiener Zentralfriedhof bestattet.

## Auszeichnungen
- 1974: Preisträger Internationaler Cembalo-Wettbewerb in Brügge

## Diskografie (Auswahl)
- Johann Sebastian Bach und Johann Melchior Hoffmann: Alt-Kantaten. BWV 35 (Geist und Seele wird verwirret), 82 („Ich habe genug“) und BWV 53. Mit René Jacobs und Ensemble 415. Harmonia Mundi 1988.
- Alessandro Scarlatti / Alessandro Melani: Arien für Sopran, Trompete und Basso Continuo. Mit Judith Nelson, Dennis Ferry, Chiara Banchini u. a. 1 CD. Harmonia Mundi, 1992.
- Heinrich Schütz: Kleine geistliche Konzerte. SWV 282–304. Mit Solisten des Tölzer Knabenchors, Leitung Gerhard Schmidt-Gaden. 1 CD. Capriccio.
- Musikinstrumente des Ferdinandeums 1 – Violine von Michael Ignaz Stadlmann (Wien 1794). Werke von Johann Sebastian Bach, Dario Castello, Arcangelo Corelli, Giovanni Battista Fontana, Girolamo Frescobaldi. Gordon Murray (Cembalo) mit Martin Mumelter (Violine) und Max Engel (Violoncello). Tiroler Landesmuseum, Innsbruck 1994.[6]